# Dionísio Albino Badin
Dionísio Albino Badin (Sarandi, 18 de novembro de 1931) é um político brasileiro.

## Vida
Filho de Francisco Badin e de Santa Maria G. Badin.

## Carreira
Foi deputado à Assembleia Legislativa de Santa Catarina na 10ª legislatura (1983 — 1987), como suplente convocado, eleito pelo Partido Democrático Social (PDS).